# Pius Ngandu Nkashama
Pius Ngandu nKashama, né le 4 septembre 1946 à Mbuji Mayi et mort le 19 décembre 2023 à Baton-Rouge, est un professeur, écrivain, dramaturge, poète et critique littéraire congolais.

## Biographie
Ngandu nKashama Pius est né en 1946 à Mbujimayi dans la province du Kasaï-Oriental. Après une licence en philosophie et lettres obtenue à l’université Lovanium en 1970, il est nommé comme assistant puis professeur à l’Université nationale du Zaïre (Lubumbashi). Il dirigera également  le Centre d’études Africaines. Vers la fin des années 1970, il s’envole pour la France où il obtient en 1981, un Doctorat en Lettres et Sciences Humaines à l’Université de Strasbourg. Par la suite, il sillonnera le monde pour enseigner dans diverses universités (universités Annaba et Constantine en Algérie, Limoges et Sorbonne en France).
Depuis 2000, il a posé ses valises aux États-Unis où il travaille comme professeur de Langues et Littératures françaises et francophones à l’université d’État de Louisiane.

### Parcours professionnel
- 1970-1975 : Assistant et chef des travaux à l'université Lovanium de Kinshasa ainsi qu’à l'université nationale du Zaïre (Campus de Lubumbashi), Faculté des lettres au Département de français.
- 1975-1978 : professeur associé, université nationale du Zaïre, Faculté des lettres, Département de français.
- 1978-1980 : professeur honoraire à l'université nationale du Zaïre et à l’Institut supérieur pédagogique de Kananga.
- 1979-1982 : professeur et chef de section à l'université nationale du Zaïre et à l’Institut national des arts de Kinshasa.
- 1982-1989 : maître assistant et maître des conférences à l’université d'Annaba (Algérie).
- 1989-1990 : professeur à l'Université d'Annaba et à l’université Mentouri de Constantine (Algérie).
- 1990-1991 : maître de conférences et invité à l’université de Limoges (France) à la Faculté des lettres, Département de français.
- 1991-1997 : chargé de cours à l'Université de Limoges à la Faculté des lettres, Département de français.
- 1997-1998 : chargé d'enseignements à l'Université de Paris III-Sorbonne Nouvelle.
- 1997-1998 : maître de conférences associé à l’université de Limoges (Faculté des lettres, Département des littératures générales et comparées).
- 1998-2000 : maître de conférences titulaire à l’Université Paris III-Sorbonne Nouvelle.
- depuis 2000 : professeur à l'Université d'État de Louisiane (Department of French Studies).

## Récompenses
- 2004 : Prix Fonlon-Nichols qui récompense valeurs démocratiques, pensée humaniste et excellence sur le plan littéraire chez un auteur d’origine africaine[3],[4]

## Œuvres

### Romans
- En suivant le sentier sous les palmiers, L'Harmattan, 227 pages, 2009[5].
- La rédemption de Sha Ilunga, L'Harmattan, mars 2007[6].
- Les magiciens du repentir, Les confessions de Frère Dominique -Sakombi Inongo, L'Harmattan, 1995.
- Citadelle d'espoir, L'Harmattan, 1995[7].
- Le doyen marri, coll. Encres noires, L'Harmattan, 1994[8].
- Le fils du mercenaire, Hurtubise, 1993.
- Un jour de grand soleil sur les montagnes de l'Éthiopie, L'Harmattan, 1991[9].
- Les étoiles écrasées, Publisud, 1988.
- Vie et mœurs d'un primitif en Essonne quatre-vingt-onze, L'Harmattan, 1987.
- La mort faite homme, L'Harmattan, 1986[10].
- Le pacte de sang, L'Harmattan, 1984.
- La malédiction, Silex, 1983.

### Romans écrits en tshiluba
- Bidi ntwilu, bidi mpelelu, Lubumbashi, éditions Impala, 1997.
- Tuntuntu, ntuntu, éditions Giraf – Baton Difunda, Paris, 2002 réédité en 2003.
- Mulongeshi Wanyi ntuntu, éditions Giraf, Paris, 2003.

### Poèmes
- Crépuscule équinoxial, L'Harmattan, 1998[11].

### Récits
- Yakouta, L'Harmattan, coll. Encres noires, 1995.
- Un matin pour Loubène, Hurtubise, 1991.
- Les enfants du lac Tana, Hurtubise, 1991.
- Des mangroves en terre haute, L'Harmattan, 1991[12].
- Églises nouvelles et mouvements religieux: l'exemple zaïrois, L'Harmattan - Paris - 1990[13].
- Le fils de la tribu suivi de La mulâtresse Anna, NEA Dakar, 1983.

### Nouvelles
- Mariana suivi de Yolena et de La chanson de Mariana, L'Harmattan, 2006[14].
- La malédiction, éditions Nouvelles du Sud, 2001.

### Pièces de théâtre
- May Britt de Santa Cruz, L'Harmattan, coll. encres noires (1993) rééd. 2003.
- L'empire des ombres vivantes, Lansman, 1991/2002.
- Bonjour monsieur le Ministre, Silex, 1983.
- Nous aurions fait un rêve, Kinshasa, Institut National des Arts (INA), 1980.
- La délivrance d'Ilunga, Pierre Jean Oswald, 1977.

### Essais, études et critiques littéraires
- Écrire à l'infinitif : la déraison de l'écriture dans les romans de Williams Sassine, Critique littéraire, L'Harmattan, 2006.
- Les années littéraires en Afrique, 1912-1987 (tome 1), L'Harmattan, 2003.
- Les années littéraires en Afrique, 1987-1992 (tome 2), L'Harmattan, 1993.
- Enseigner les littératures africaines, aux origines de la négritude, tome 1, L'Harmattan, 2000.
- Mémoire et écriture de l'histoire dans "Les écailles du ciel" de Tierno Monenembo, L'Harmattan, 1999.
- Sémantique et morphologie du verbe en ciluba, L'Harmattan, coll. sémantiques, 1999.
- Ruptures et écritures de violence, Études sur le roman et les littératures africaines contemporaines, critiques littéraires, L'Harmattan, 1998.
- Théâtre et scènes de spectacles, étude littéraire, L'Harmattan, 1993.
- Négritude et poétique, une lecture de l'œuvre de L. Sédar Senghor, L'Harmattan, 1992.

### Mise en scène
- La délivrance d'Ilunga, mise en scène par la Troupe de l'Université, Campus de Lubumbashi en 1982 et 1984, et au Campus de Kinshasa en 1988.
- Bonjour monsieur le Ministre, mise en scène par la Troupe de l'Université, Campus de Lubumbashi, 1986, et jouée à Bruxelles par la compagnie Baobab en 1988.
- L'empire des ombres vivantes, lecture par le Magasin d'écriture théâtrale au Festival International des Francophonies à Limoges, et à Bruxelles, 1991[15].
- May Britt de Santa Cruz, lecture et mise en scène à Santa Fe, Argentine, 1994.

### Ouvrages consacrés à l’œuvre de l'auteur
- José Watunda Kangandio, Les ressources du discours polémique dans le roman de Pius Ngandu Nkashama, L'Harmattan, Paris, 2011, 312 p.  (ISBN 978-2-296-13872-8) (texte remanié d'une thèse de Lettres)
- Béatrice Nijimbere, Le narrateur multiple dans l'œuvre romanesque de Pius Ngandu Nkashama, Université de Limoges, 2010, 264 p. (thèse de Littérature francophone)
- Alexie Tcheuyap, Pius Ngandu Nkashama : trajectoires d'un discours, L'Harmattan, 2007, 350 p.  (ISBN 978-2-296-03801-1)